# Didrik Nyholm

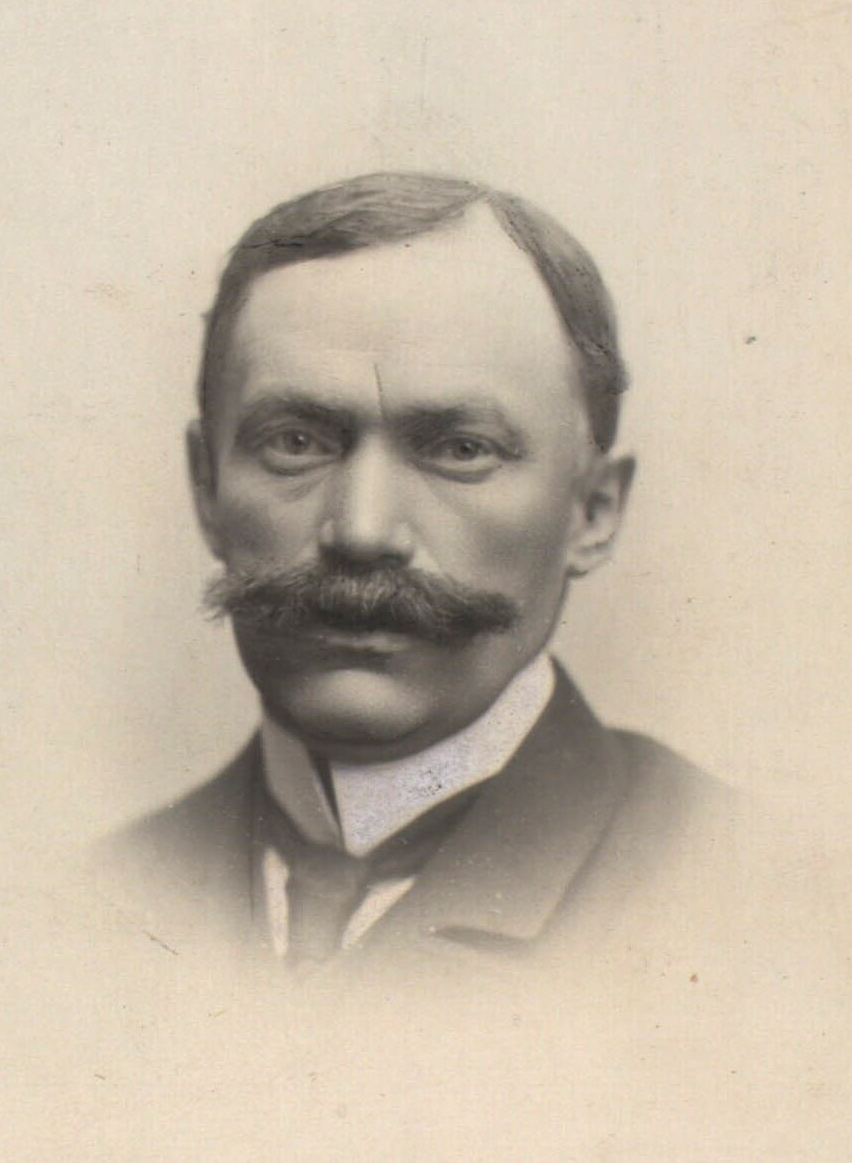
Didrik Nyholm

Didrik Galtrup Gjedde Nyholm, född 1858, död 1931, var en dansk ämbetsman.
Nyholm var anställd i Justitiedepartementet 1886-96, blev assessor i Landsoverretten 1896 och samma år ledamot av de blandade domstolarna i Egypten. Han var 1909-21 ordförande i Sjö- och handelsrätten i Kairo, ordförande i överdomstolen där 1920, medlem av Fasta mellanfolkliga domstolen i Haag 1921-30 och av den blandade skiljedomstolen i Paris från 1923.